# ثالث الإسماعيلية (حي)
حي الإسماعيلية ثالث، هو إحدى التقسيمات الداخلية لمدينة الإسماعيلية في محافظة الإسماعيلية، جمهورية مصر العربية.